# Lioness Records

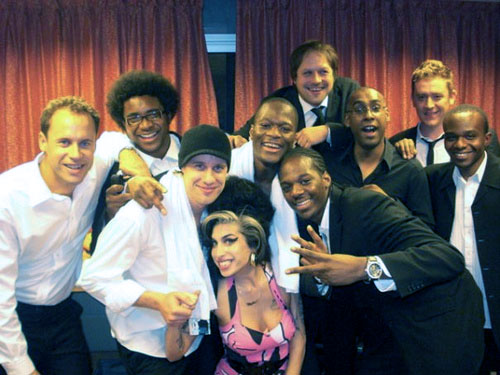
Zalon este unul dintre cei trei interpreți aflați sub contract cu Lioness Records.

Lioness Records este o casă de discuri britanică a cărei bazei au fost puse de cântăreața engleză Amy Winehouse în 2009. Printre interpreții aflați sub contract de management cu Lioness Records se numără Dionne Bromfield, Zalon și Liam Bailey.